# Jean Dubois (sculpteur)
Pour les articles homonymes, voir Jean Dubois et Dubois.
Jean Dubois (1625-1694) est un sculpteur, architecte et décorateur dijonnais.

## Biographie
Sur son acte de baptême de l'église Saint-Jean on a : « Jehan, fils de Pierre Dubois, marchand menuisier, et de honeste Anne Hivert, a esté baptisé le 20 octobre 1625. Son parrain, messire Jehan Mangonneau, docteur en médecine ; sa marraine, damoiselle Claude Joly, femme de monsieur le trésorier Gaigne ». Pierre Dubois, maître menuisier de Dijon, est condamné à payer une amende par la ville de Dijon, en 1639 pour avoir embauché un apprenti venant de Dijon.
Jean Dubois a probablement effectué son apprentissage dans l'atelier de son père, maître menuisier. Son style laisse supposer qu'il a séjourné à Rome à partir de 1645. En 1651, il reprend l'atelier familial, il est reçu maître en 1655. Bientôt assisté de son fils Guillaume (1654 - 1740), la production de son atelier est riche et variée.
Jean Dubois est inhumé dans l'Église Saint-Philibert de Dijon. En 1679, il est considéré par le Mercure Galant comme « l'un des plus habiles sculpteurs de son siècle ».

## Carrière

### Architecte et décorateur
Jean Dubois réalise la décoration de plusieurs hôtels particuliers, comme les cheminées des salons de l'Hôtel de Vogüé, et d'édifices religieux.

### Un maître de la sculpture religieuse et funéraire
La production pour la décoration d'églises et d'abbayes est importante : Statue de Saint Étienne ou de Saint Médard (Cathédrale Saint-Bénigne de Dijon), statue de Saint Ambroise, de Saint Augustin et de Saint Yves (Église Saint-Michel de Dijon) ; décoration de l'Abbaye de La Ferté ; retable de l'autel du couvent de la visitation, aujourd'hui visible à l'Église Sainte-Anne de Dijon ; l'Assomption de la Vierge (Église Notre-Dame de Dijon, autrefois au-dessus du maître-autel, déplacé dans la chapelle de l'Assomption).

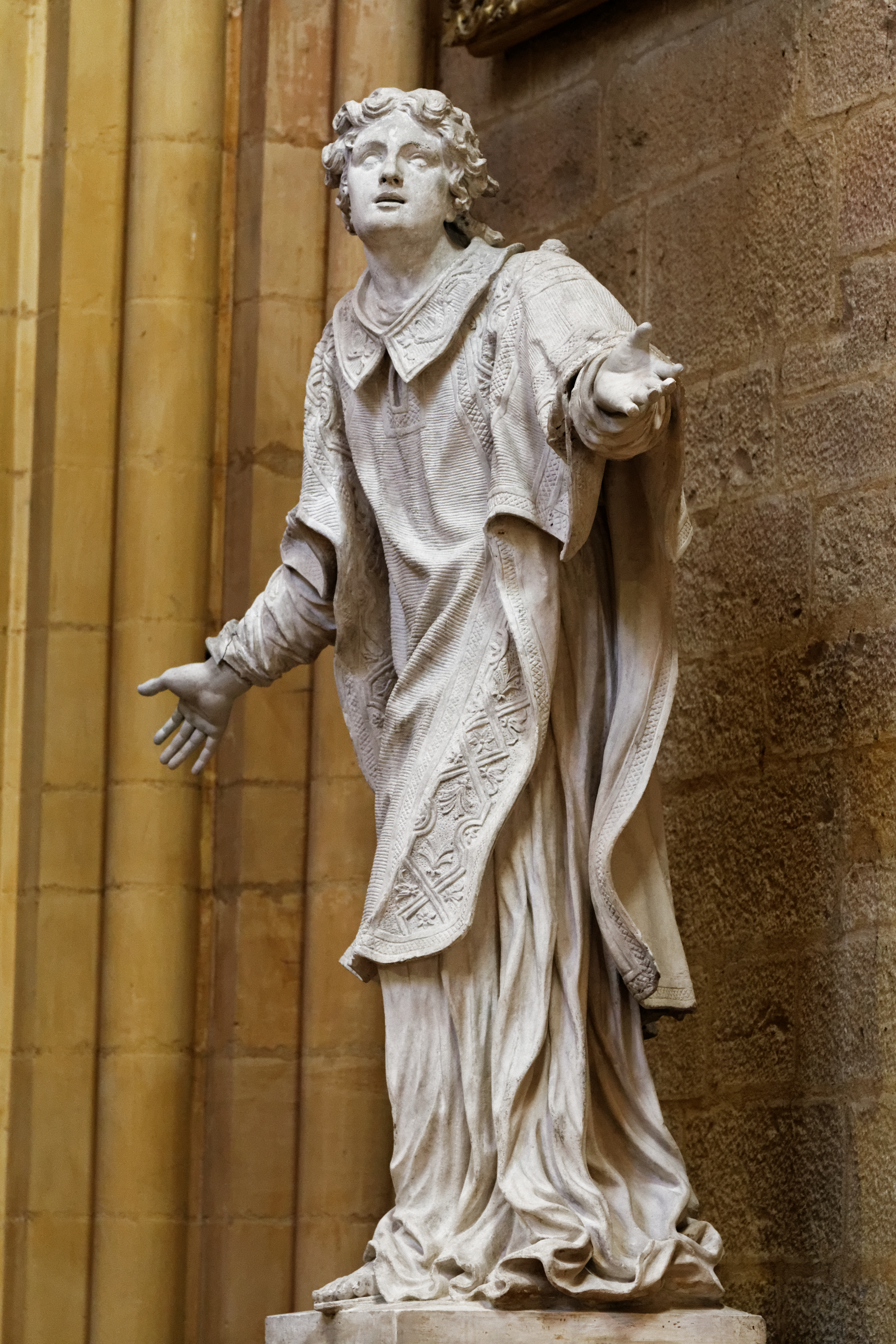
Saint Etienne (Dijon, Cathédrale Saint-Bénigne)
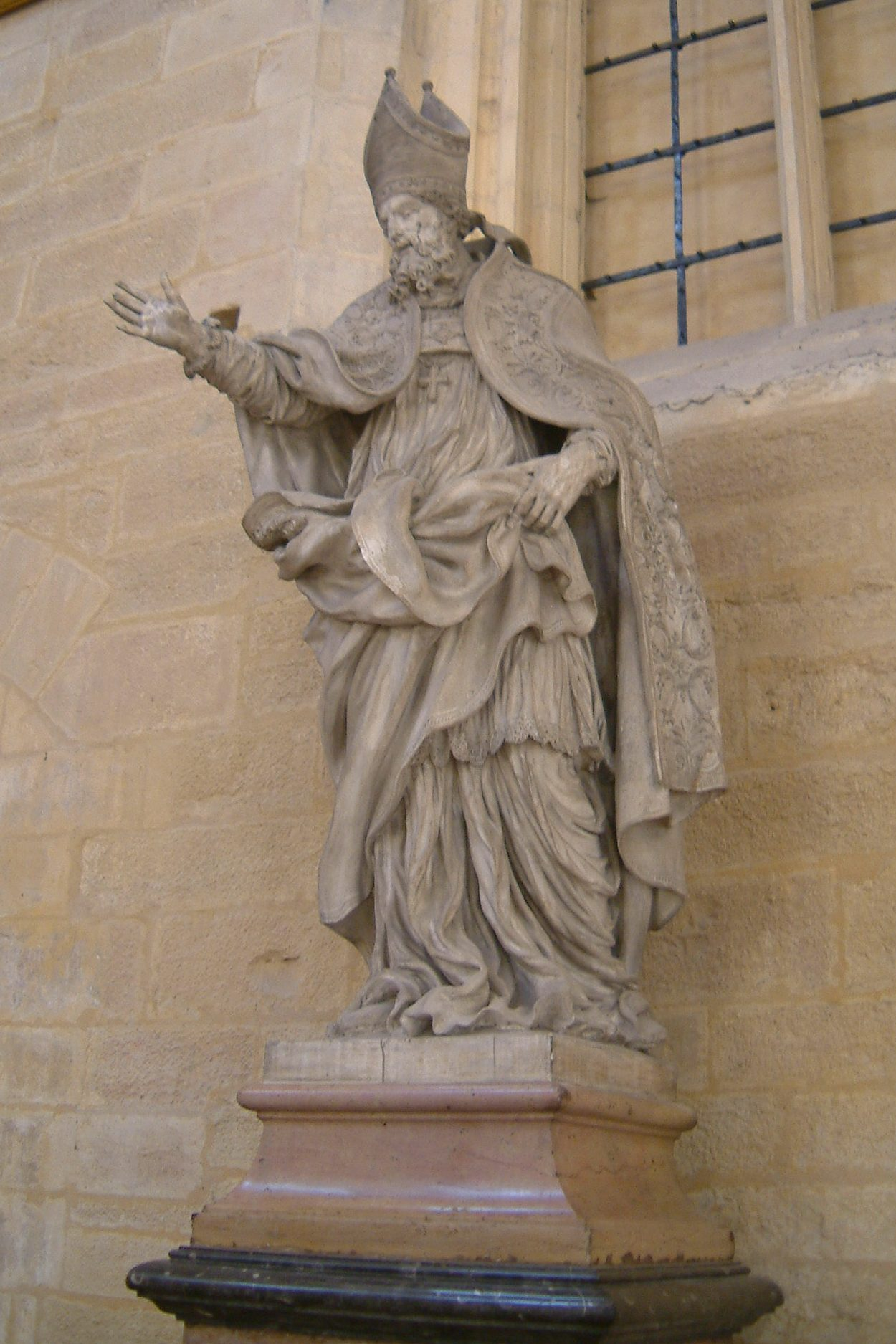
Saint Médard (Dijon, Cathédrale Saint-Bénigne)
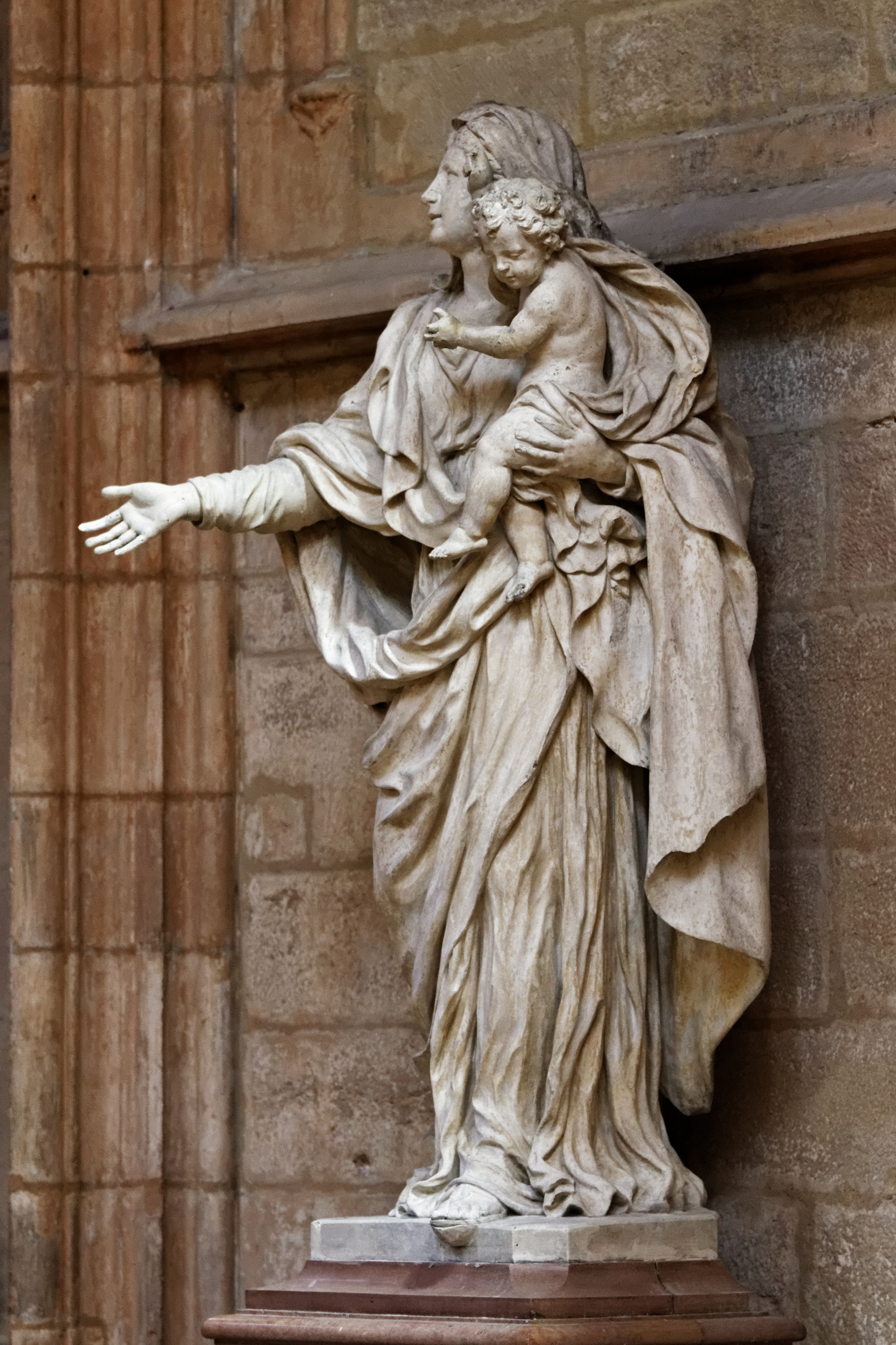
Vierge à l'Enfant (Dijon, Cathédrale Saint-Bénigne)

Ses riches commanditaires lui confient également la réalisation de monuments funéraires, tels le Président du Parlement de Bourgogne Georges Joly de Blaisy ou l'Intendant de Bourgogne Claude Bouchu. En 1679, François Bailly, conseiller au parlement, lui commande un monument, pour son épouse, qui s'inspire de la sculpture du Bernin pour le monument de la Bienheureuse Louise Albertoni (Rome, 1674).

## Œuvres
- Dijon :
  - musée d'art sacré, Autel à baldaquin monumental, provenant du couvent de la Visitation de Dijon, 1675, marbre noir, calcaire oolithique, pierre et bronze;
  - musée des beaux-arts de Dijon, Maquette du monument funéraire de Marguerite Valon, terre cuite, 16 x 25.5 cm.